# Kamila Gradus
Kamila Gradus (Kamila Gradus-Kaczmarska; * 19. März 1967 in Warschau) ist eine ehemalige polnische Marathonläuferin.
1989 wurde sie Zehnte beim Chicago-Marathon und 1990 Vierte beim Boston-Marathon. Im Jahr darauf wurde sie Fünfte in Boston und Sechste bei den Leichtathletik-Weltmeisterschaften 1991 in Tokio, und 1992 wurde sie polnische Meisterin im Halbmarathon und kam beim New-York-City-Marathon auf den vierten Platz.
1993 siegte sie beim Nagoya-Marathon und wurde Neunte bei den Weltmeisterschaften in Stuttgart.
Bei den Halbmarathon-Weltmeisterschaften 1994 in Oslo belegte sie den 78. Platz. 1995 gewann sie erneut in Nagoya und wurde Zwölfte bei den Halbmarathon-Weltmeisterschaften in Belfort.
Beim Marathon der Olympischen Spiele 1996 in Atlanta erreichte sie nicht das Ziel.
Kamila Gradus ist 1,59 m groß und wog zu ihrer aktiven Zeit 46 kg. Sie wurde von Marek Jakubowski trainiert und startete für Legia Warschau. Derzeit lebt sie mit Ehemann und Tochter in Krakau.

## Persönliche Bestzeiten
- 10.000 m: 33:22,43 min, 3. Juni 1995, Piła
- 10-km-Straßenlauf: 32:49 min, 10. Juni 1995, New York City
- Halbmarathon: 1:11:45 h, 1. Oktober 1995, Belfort
- Marathon: 2:26:55 h, 15. April 1991, Boston